# Lene Brøndum
Lene Brøndum (* 26. Juni 1947 in Aalborg) ist eine dänische Schauspielerin.

## Leben
Lene Brøndum erhielt ihre Schauspielausbildung von 1969 bis 1972 an der Staatlichen Theaterschule des dänischen Kulturministeriums (Statens teaterskole) und debütierte im Jahr 1973 am Kopenhagener Bristol Teatret. Später spielte sie unter anderem auch am Folketeatret, ABC-Teatret, Det Danske Teater oder am Svendborg-Sommertheater.
Ihr Filmdebüt gab Lene Brøndum im Jahr 1976 als Børges Verlobte Fie in Die Olsenbande sieht rot. Drei Jahre später hatte sie auch in Die Olsenbande ergibt sich nie noch einen kurzen Auftritt in dieser Rolle. Zu ihren bekanntesten Rollen im dänischen Fernsehen gehört die Agnete in der Fernsehserie Die Leute von Korsbaek. 1987 wurde sie für ihre Rolle in Hip Hip Hurra als Beste Hauptdarstellerin mit der Guldbagge sowie als  Beste Nebendarstellerin mit einem Robert geehrt.

## Filmografie (Auswahl)
- 1976: Die Olsenbande sieht rot (Olsen-banden ser rødt)
- 1976: Blind makker
- 1976: Oh, diese Mieter (Huset på Christianshavn) (Fernsehserie, Episodenrolle)
- 1977: Pas på ryggen, professor
- 1977: Familien Gyldenkål vinder valget
- 1978: Winterkinder (Vinterbørn)
- 1978–1980: Die Leute von Korsbaek (Fernsehserie)
- 1979: Die Olsenbande ergibt sich nie (Olsen-banden overgiver sig aldrig)
- 1981: Slingrevalsen
- 1983: Kasimir og Karoline
- 1983: De uanstændige
- 1985: Elise
- 1986: Barndommens gade
- 1987: En flicka kikar i ett fönster
- 1987: Hip Hip Hurra
- 1989: Retfærdighedens rytter
- 1990: Manden der ville være skyldig
- 1993: Schwarze Ernte (Sort høst)
- 1993: De frigjorte
- 1993: Viktor og Viktoria
- 1995: Kun en pige
- 1996: Bryggeren (Fernsehserie)
- 1997: Skat – det er din tur
- 1998: Tusindfryd
- 2000: Fruen på Hamre
- 2001: Jolly Roger
- 2008: Gaven
- 2010: Parterapi